# Biff Stroganoff

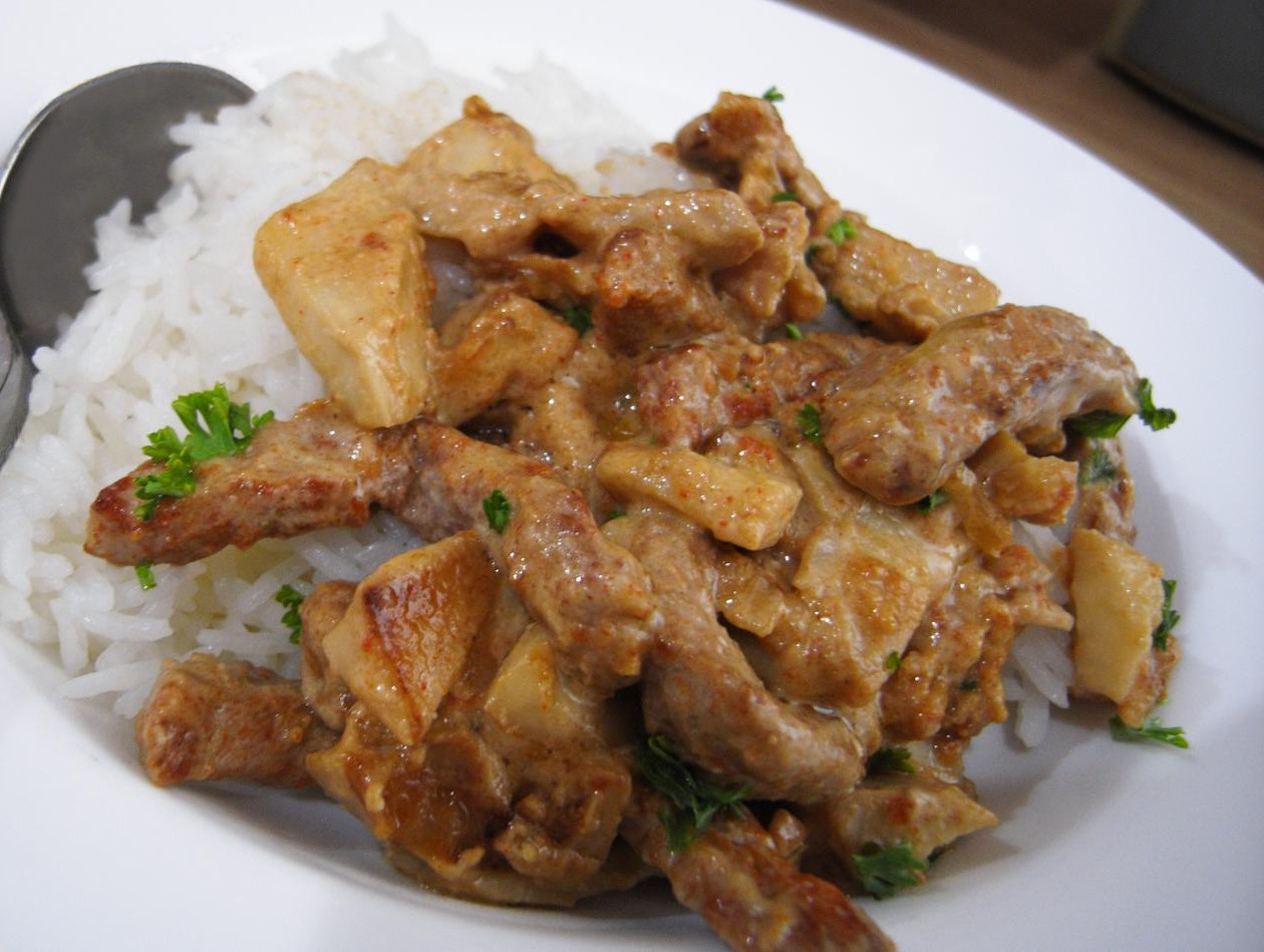
Biff Stroganoff.

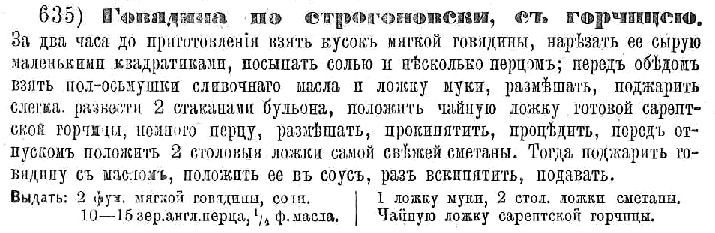
Recept på stroganoff finns med i Jelena Molochovets' kokbok En gåva till unga hemmafruar 1887 års utgivning (kokboken gavs ut första gång 1861, men receptet omnämns först i utgivningen 1871 (boken finns i flera publiceringar ända in på 1900-talet).

Biff Stroganoff eller biffstroganoff (ryska: бефстро́ганов, befstróganov) är en maträtt med rötter i Ryssland, uppkallad efter en rysk aristokratisk adelsfamilj som var inflytelserik under den ryska kejsarperioden. Rätten tillagas av nötkött, exempelvis oxfilé eller utskuren biff, som skärs i strimlor. Köttet bräseras med grädde, tomatpuré samt lök och senap.

## Historik
I en kokbok av Jelena Molochovets från 1871 nämns för första gången ett recept på biff stroganoff som liknar den nutida maträtten. En fransk kock, som arbetade i Sankt Petersburg, förfinade receptet och vann en gastronomisk tävling 1891 i Paris via en fransk tidskrift L'Art culinaire  och gjorde på så vis denna ryska maträtt internationellt känd. 
Många hypoteser har framförts kring ursprunget till namnet. En historia är att stroganoff härstammar från en iskall kväll där kocken bara lyckades skära köttet i mycket tunna skivor. En annan är om en annan 1700-tals Stroganov, som var gourmet men också tandlös, bad kocken att skära köttet i små bitar. Maträtten kan också fått sitt namn efter Aleksandr Grigorevitj Stroganov. Han gav banketter som alla var inbjudna till, där maträtten var lätt att tillaga i stora mängder och ändå uppfattades som välsmakande.

## Globalt
Beredningen av nötköttstroganoff varierar avsevärt, inte bara beroende på det geografiska läget utan också på andra faktorer som köttstycket och de kryddor som valts. Köttet till denna rätt kan skäras på många olika sätt, ibland är det tärnad eller skivad. Vissa variationer inkluderar svamp och lök eller andra grönsaker, samt olika kryddor som socker, salt, svartpeppar och flaskmarinader (särskilt Worcestershiresås) och rubs.
I USA består biff stroganoff av strimlor av oxfilé med svamp, lök och sour cream-sås och serveras över ris eller med vridna äggnudlar.
I Storbritannien serveras denna version av rätten vanligtvis med en krämig vitvinssås, medan mer "autentiska" versioner ofta är en gryta med rött kött med en skopa gräddfil som serveras separat ovanpå.
Nötköttstroganoff är också populärt i skandinaviska länder. I Sverige är en vanlig variant korv Stroganoff, som använder korv, ofta falukorv, istället för nötkött. I Finland kallas rätten makkarastroganoff, där makkara betyder alla typer av korv. Nötköttstroganoff är dock också en vanlig rätt. Tärnad saltgurka är också en vanlig ingrediens i finsk stroganoff.

## I populärkultur
Friedrich Hollaender har skrivit en humoristisk politisk satirisk sång "Stroganoff" som anspelar på maträttens ursprung.